# Лютка рыжая

Лютка рыжая, или лютка тусклая, или лютка бурая (лат. Sympecma fusca) — вид стрекоз, принадлежащий к семейству Лютки. 

## Описание
Вид распространён преимущественно в европейском Средиземноморье, а также в Центральной о Восточной Европе вплоть до Урала. В отличие от большинства других видов стрекоз, лютка рыжая зимует не в стадии личинки, а в стадии имаго. Половой диморфизм не выражен. Крылья длиной 20—22 мм. Тело стройное, брюшко длиной 27—29 мм. Основная окраска от светло-бежевого до коричневого цвета.
Личинка живёт в стоячих водоёмах глубиной до 1 метра. Лёт перезимовавших имаго начинается в апреле—мае. Спаривание длится от нескольких минут до получаса. Затем самка откладывает яйца на омертвелые части водных растений. За минуту самка кладёт 4—5 яиц, за день в различных местах до 350 яиц. Развитие яиц длиной 1 мм длится от 3-х до 6-ти недель.